# Taractrocera
Taractrocera là một chi bướm ngày thuộc họ Bướm nâu.

## Các loài
- Taractrocera ardonia (Hewitson, 1868)
- Taractrocera tilda Evans, 1934
- Taractrocera archias (C. Felder, 1860)
- Taractrocera nigrolimbata (Snellen, 1889)
- Taractrocera luzonensis (Staudinger, 1889)
- Taractrocera anisomorpha (Lower, 1911)
- Taractrocera ceramas (Hewitson, 1868)
- Taractrocera danna (Moore, 1865)
- Taractrocera dolon (Plötz, 1884)
- Taractrocera ilia Waterhouse, 1932
- Taractrocera ina Waterhouse, 1932
- Taractrocera maevius (Fabricius, 1793)
- Taractrocera flavoides Leech, 1893
- Taractrocera papyria (Boisduval, [1832])
- Taractrocera trikora de Jong, 2004
- Taractrocera fusca de Jong, 2004

## Hình ảnh

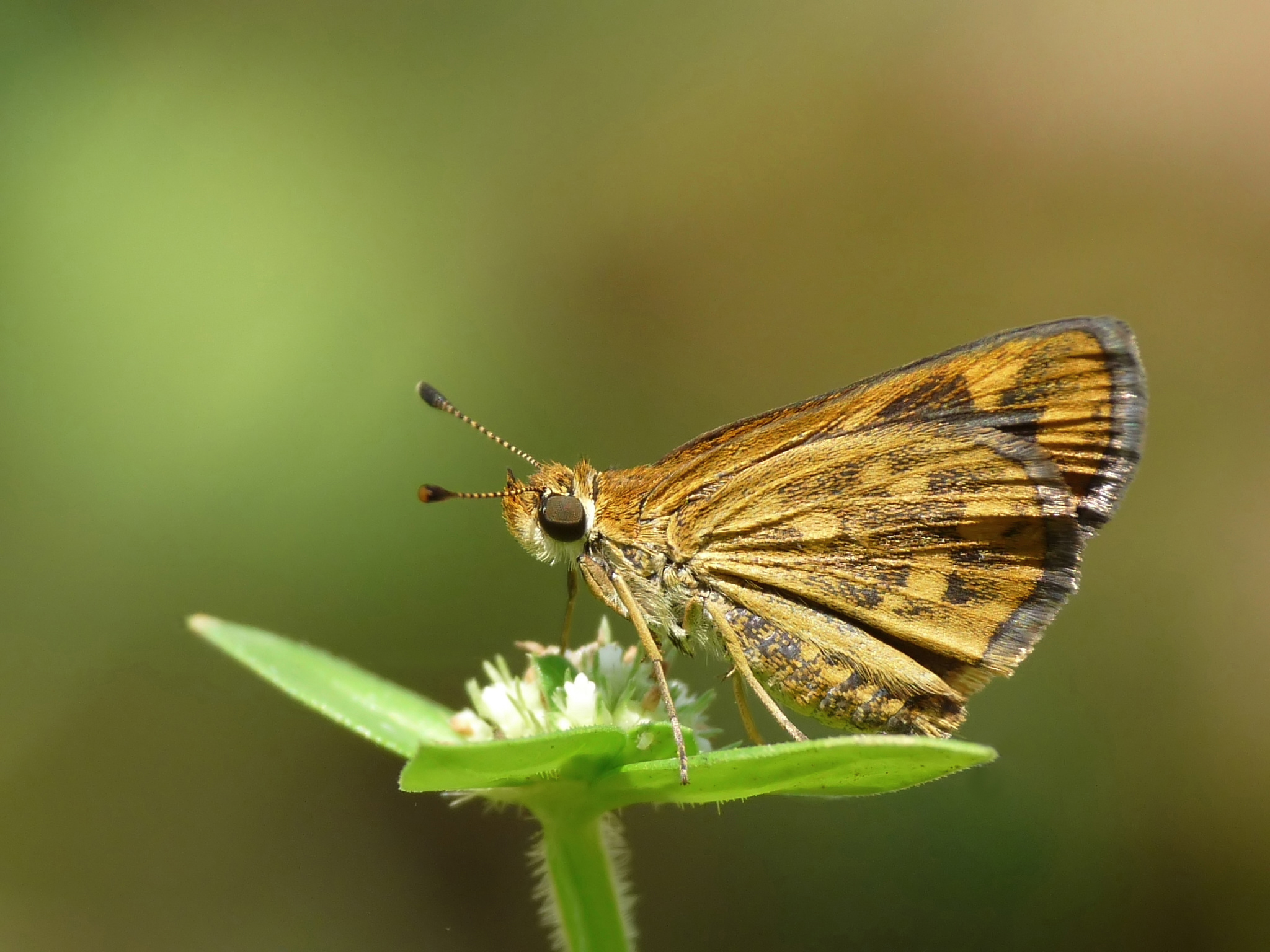
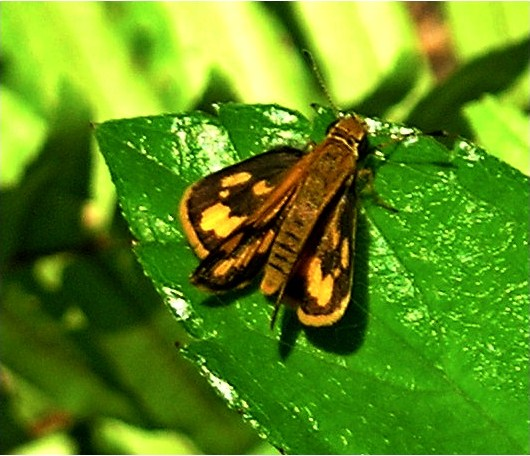